# Ciara Bravo
Pour les articles homonymes, voir Bravo.
Ciara Quinn Bravo, née le 18 mars 1997 à Alexandria (Kentucky), est une actrice, productrice et mannequin américaine.

## Biographie
Ciara Quinn Bravo est née à Alexandria, dans le Kentucky. Ses parents sont Tammy et Mike Bravo. Elle a un frère, Jaxon Bravo et une sœur, Rikkel Bravo.

## Carrière
Elle commence sa carrière en 2008 dans la série Can You Teach My Alligator Manners?. L'année suivante, elle prête sa voix à la série d'animation Agent Spécial Oso puis décroche un rôle dans Big Time Rush aux côtés de Kendall Schmidt, James Maslow, Carlos Pena, Jr. et Logan Henderson.
En 2009, elle forme une société de production avec Matt Selman qui se nomme Bravo Selman Entertainment. La première série qu'ils ont produit était Lily & Isa.
En 2010, elle joue pour la première fois au cinéma en prêtant sa voix au film Les Rebelles de la forêt 3.
En 2012, elle prête de nouveau sa voix pour une série animée, Les Pingouins de Madagascar. L'année suivante, elle présente dans un épisode Trois fantômes chez les Hathaway.
En 2014, elle obtient le rôle d'Emma Chota dans la série Red Band Society, diffusée sur la FOX et adapté de la série catalane Polseres vermelles. Mais la série est annulée après une courte saison.
En 2016, elle joue dans Second Chance et a un petit rôle dans Nos pires voisins 2. L'année suivante, elle tourne avec Lily Collins, dans To the Bone de Marti Noxon.
En 2019, elle joue dans les séries Wayne et Into the Dark. L'année d'après, elle tourne dans plusieurs épisodes de A Teacher avec Kate Mara et Nick Robinson.
En 2021, elle est présente aux côtés de Tom Holland dans le film Cherry d'Anthony et Joe Russo,.

## Filmographie

### Cinéma

#### Longs métrages
- 2010 : Les Rebelles de la forêt 3 (Open Season 3) de Cody Cameron : Giselita (voix)
- 2016 : Nos pires voisins 2 (Neighbors 2 : Sorority Rising) de Nicholas Stoller : Une étudiante
- 2017 : To the Bone de Marti Noxon : Tracy
- 2018 : The Long Dumb Road de Hannah Fidell : Ashly
- 2021 : Cherry d'Anthony et Joe Russo : Emily
- 2021 : Coast de Jessica Hester et Derek Schweickart : Cassie
- 2021 : Small Engine Repair de John Pollono : Crystal
- 2025 : Last Days de Justin Lin

#### Courts métrages
- 2009 : The Cafeteria de David Donnelly : Caroline
- 2009 : Washed Up de Matthew Gallagher : Sarah
- 2017 : Dominique's Baby de Joseph Ruggieri : Charlise
- 2019 : The Final Girl Returns d'Alexandria Perez : Mavis

### Télévision

#### Séries télévisées
- 2008 : Can You Teach My Alligator Manners? : plusieurs voix (2épisodes)
- 2009 : Agent Spécial Oso (Special Agent Oso) : Sarah (voix)
- 2009–2013 : Big Time Rush : Katie Knight (72 épisodes)
- 2009 : Lily & Isa : Evelyn Johnson (voix)
- 2012 : Les Pingouins de Madagascar (The Penguins of Madagascar) : Sarah (voix)
- 2013 : Trois fantômes chez les Hathaway (The Haunted Hathaways) : Blair
- 2014 - 2015 : Red Band Society : Emma Chota (13 épisodes)
- 2016 : Frankenstein Code (Second Chance) : Gracie Pritchard (11 épisodes)
- 2016 : NCIS : Enquêtes spéciales (NCIS) : Amanda Campbell
- 2017 : Marvel : Les agents du SHIELD. (Marvel's Agents of S.H.I.E.L.D.) : Abby
- 2019 : Wayne : Delilah 'Del' Luccetti (10 épisodes)
- 2019 : Into the Dark : Lacey
- 2020 : A Teacher : Mary Smith (3 épisodes)

#### Téléfilms
- 2012 : Big Time Movie de Savage Steve Holland : Katie Knight
- 2013 : Arnaque à la carte (Swindle) de Jonathan Judge : Melissa Bing
- 2013 : La Loi des Murphy de Stephen Herek : Meg Murphy

### Voix Françaises
Au début de sa carrière les séries dans lesquelles apparait Ciara Bravo sont doublées en Belgique et c'est Alayin Dubois qui assure sa voix. À partir de la série Frankenstein Code, Lisa Caruso devient sa voix régulière en France.